# Sínodo Universal de Ingelheim
O Sínodo Universal de Ingelheim começou em 07 de junho de 948 na igreja de São Remígio em Ingelheim. Ele foi convocado pelo papa Agapito II e tinha como objetivo principal resolver uma antiga questão relativa à sede arquiepiscopal de Reims. O sínodo foi presidida pelo então bibliotecário da Igreja Romana, o cardeal Marino de Bomarzo. Na fase de preparação para a convocação havia dois sínodos anteriores; um em Verdun, em novembro de 947 e outro em Mouzon (Mouzon (Ardenas), no início de 948, ambos considerando o mesmo problema, mas incapazes de resolvê-lo. Uma questão que havia se descortinado desde a morte do bispo Sculfo ou Seulfo,  (922-925), para substítui-lo foi eleito Artaldo, conde de Reims, todavia Hugo, conde de Vermandois (925-949), se apossara da sede, afastando Artaldo.

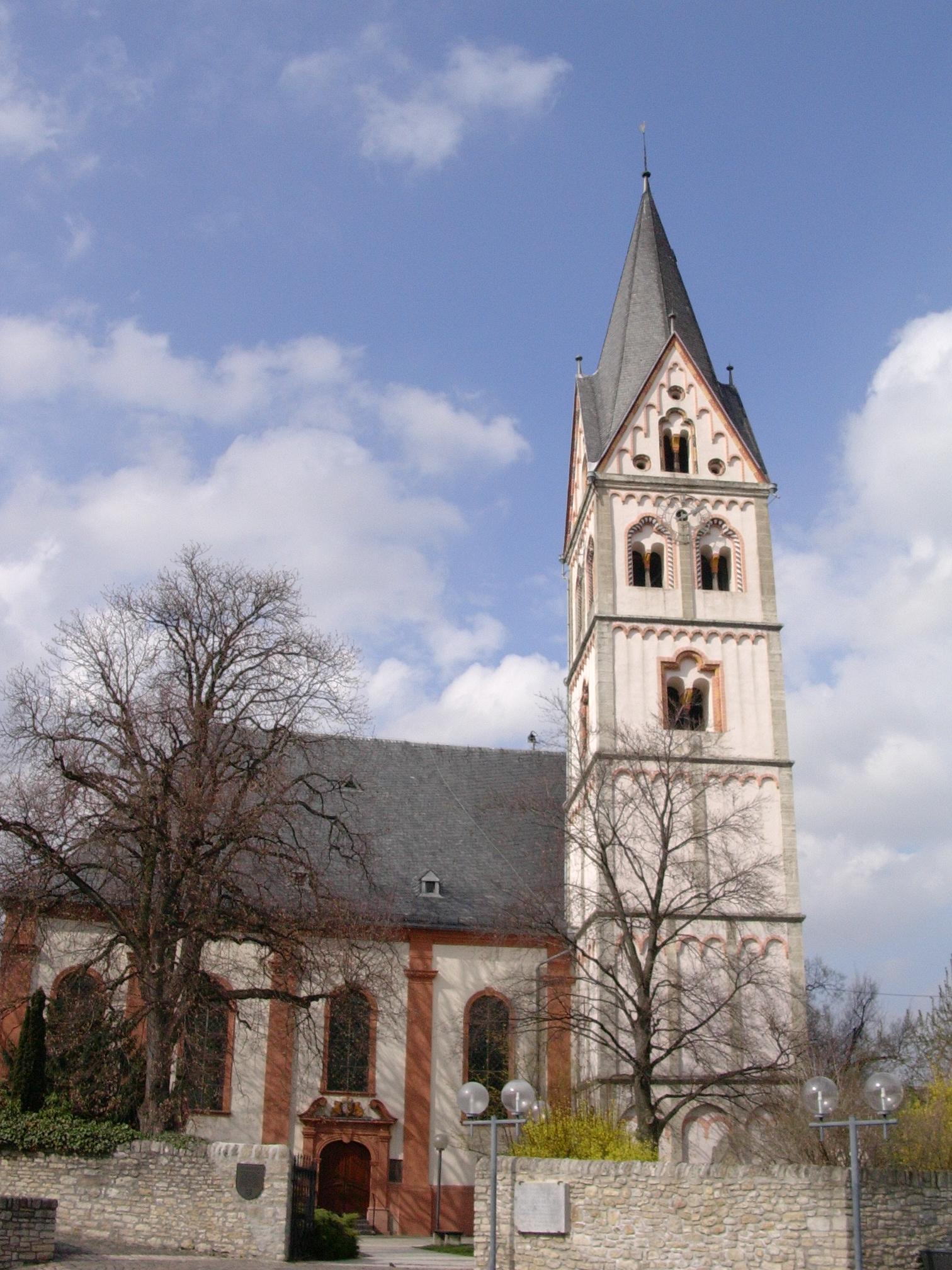
A igreja de São Remígio, local do Sínodo

## Antecedentes
Artaldo fora imposto como bispo de Reims (931-940) por Raul I, pelo rei dos Francos ocidentais, em 931. Esta imposição se deu como parte de uma luta travada entre Raul I, duque da Borgonha e Herberto II, conde de Vermandois. Em 936 Artaldo ungiu o rei Luís IV em Laon. Em 940 ele foi autorizado a cunhar moedas. No mesmo ano, no entanto, Herbert de Vermandois em aliança com Hugh, o Grande empurrado Artald de Reims pela força. Um local sínodo então deposto Artaldo, e Hugo (filho de Herbert) tornou-se bispo, mais uma vez. Ele foi restaurado em 946, com a ajuda de Luís IV da França, e o apoio de Otto, rei dos Francos orientais.

## Tópicos
Desde 931, a sé arquiepiscopal fora reivindicada por Hugo I de Vermandois e Artaldo de Reims (932- 961). Hugo era, nesta questão, apoiado por seu tio, Hugo, o Grande, da poderosa família dos Robertinos e Duque da Borgonha e Conde de Paris, enquanto Artald foi favorecido tanto pelo carolíngio Luís IV, da França quanto por Otto, o Grande, da Alemanha. Todos estes estavam no sínodo, à exceção de Hugo estava ausente e nem mesmo enviou um representante. Assim, o resultado do Sínodo tornou-se previsível e, de fato, determinou que a sede seria dada a Artaldo, ratificando assim a restauração do bispo promovida dois anos antes por Luís IV e Otto I. Artaldo foi investido como bispo pela segunda vez (946-961).
Além desta questão principal, o Sínodo também decidiu sobre a fundação de dioceses missionárias na Escandinávia. Essa questão foi o que justificou a presença dos bispos Liopdgad de Ripen, Oredo de Schleswig e Reginbrand de Aarhus. Outra questão era a de restringir o sistema da igreja, que tinha como base a chamada Propriedade Otoniana e também propugnou e, por fim, condenou a luta de entre Hugo, o Grande, contra o seu senhor feudal Luis IV.

## Importância
Contar dentre seus concorrentes, com a participação de dois reis; um do oriente e o outro da França Ocidental, 32 prelados, entre arcebispos e bispos, assim como outros dignitários clericais, fez deste sínodo um dos eventos mais importantes para a igreja da época e sobretudo para Ingelheim, o que fez com que a região circunvizinha se transformasse, dado seu clímax, num dos centros políticos do império.
Os acontecimentos relativos ao sínodo e à época são narrados em uma crônica por Flodoardo de Reims, uma das pessoas mais próximas de Artaldo e com ele havia passado algum tempo no exílio, apoiados por Roberto de Trier. 

## Participantes
1. Frederico de Mainz;
2. Roberto de Trier;
3. Wicfrid de Köln;
4. Artaldo de Reims;
5. Adaldag de Hamburgo;
6. Heroldo de Salzburgo;
7. Richgowo de Worms;
8. Ulrico de Augsburgo;
9. Bernardo de Halberstadt;
10. Diethard de Hildesheim;
11. Konrad de Konstanz;
12. Starcand de Eichstätt;
13. Dudo de Paderborn;
14. Reginbaldo de Speyer;
15. Bobbo de Würzburgo;
16. Adalberto de Metz;
17. Gozlin de Toul;
18. Berengário de Verdun;
19. Balderico de Utrecht;
20. Dodo de Osnabrück;
21. Eberis de Minden;
22. Hildboldo de Münster;
23. Varaberd de Tungern;
24. Fulberto de Cambrai;
25. Raul de Laon;
26. Miguel de Regensburgo;
27. Adalberto de Passau;
28. Liopdag de Ripen;
29. Oredo de Schleswig;
30. Reginbrand de Aarhuus;
31. Vicardo de Basel. (questionável)